# Deer Lodge County
Deer Lodge County is een county in de Amerikaanse staat Montana.
De county heeft een landoppervlakte van 1.909 km² en telt 9.417 inwoners (volkstelling 2000). De hoofdplaats is Anaconda.